# شعبان حسين
شعبان حسين (ولد 24 نوفمبر 1940 - توفي 22 مايو 2013)، ممثل مسرحي وسينمائي وتلفزيوني مصري راحل، عمل في مسرح الدولة، منتصف السيتينات، ثم في مسرح محمد صبحي، حاصل على بكالوريوس زراعة وبكالوريوس فنون مسرحية. تألق واشتهر في الأعمال المسرحية والتليفزيونية مع محمد صبحي.

## أشهر أعماله

### المسرح
- تخاريف.
- وجهة نظر.
- لعبة الست.
- عائلة ونيس.
- ماما أمريكا.
- سكة السلامة 2000.

### التليفزيون
- الباحثة.
- راس القط.
- سنبل بعد المليون.
- أهلا بالسكان.
- يوميات ونيس ..(ثروت أبو ثلاثة) .. من الجزء الأول إلى السابع.
- مشوار إمرأة.
- فارس بلا جواد.
- الملك فاروق.
- شيخ العرب همام .. بولس.
- الخواجة عبد القادر .. الشيخ عبد الرحمن.
- شربات لوز (مسلسل) .. توفيق سكر.
- شمس الأنصاري (مسلسل).
- الزناتي مجاهد (مسلسل).

### السينما
من أفلامه:
- الثأر.
- الطائرة المفقودة.
- إعدام ميت.
- العميل رقم 13.
- ناصر 56.
- جواز بقرار جمهوري.
- كف القمر
- الرجل الغامض بسلامته.
- دماء على الأسفلت.
- سواق الأتوبيس.

## وفاته
توفي شعبان حسين في مساء يوم الإثنين، 22 مايو، عام 2013 عن عمرٍ يناهزال 72 عام أثناء تواجده في منزله ببنها وسط أسرته على إثر أزمة قلبية مفاجئة وحادة جداً. وقد شيعت جنازته من مسجد السيدة نفيسة، ودفن بمقابر السيدة نفيسة. وأقيم العزاء في مسجد أسد بن فرات بالدقي.

## روابط خارجية
- شعبان حسين على موقع الدهليز
- شعبان حسين على موقع قاعدة بيانات الأفلام العربية